# Messelmoun
Messelmoun (în arabă مسلمون) este o comună din provincia Tipaza, Algeria.
Populația comunei este de 7.564 de locuitori (2008).